# Boiga dightoni
Boiga dightoni е вид змия от семейство Смокообразни (Colubridae).

## Разпространение
Видът е разпространен в Индия (Керала).